# جيمي موران
جيمي موران (بالإنجليزية: Jimmy Moran)‏ (6 مارس 1935 في المملكة المتحدة - 2020) هو لاعب كرة قدم بريطاني في مركز مهاجم داخلي. لعب مع ليستر سيتي ونادي نورثامبتون تاون ونورويتش سيتي وبري تاون ونادي ووركينغتون ونادي غورلستون ‏ وغريت يارموث تاون ‏ ولوستوفت تاون ‏ ونادي ويشاو ‏ ودارلينجتون إف سى.

## وصلات خارجية
- جيمي موران على موقع قاعدة بيانات كرة القدم.إي يو (الإنجليزية)